# Казанцев Микола Володимирович
Микола Володимирович Казанцев (рос. Николай Владимирович Казанцев; нар. 22 травня 1957, Іркутськ, РРФСР) — радянський футболіст, захисник.

## Життєпис
Більшу частину кар'єри провів у клубах другої ліги «Авіатор» / «Зірка» Іркутськ (1973-1975, 1981-1983, 1986), «Селенга» Улан-Уде (1976), «Автомобіліст» Красноярськ (1977-1978) «Атлантика» Севастополь (1980), «Ангара» Ангарськ (1985).
1979 рік розпочав у команді першої ліги «Кузбас» (Кемерово), зіграв шість матчів. У травні 1979 - серпні 1980 року — в «Торпедо» (Москва), провів у чемпіонаті 8 матчів. На початку 1981 року провів по одному матчі в Кубку СРСР та першості першої ліги за «Факел» (Воронеж).